# Cinderela (personagem da Disney)
Cinderela (escrito Cinderella nos Estados Unidos) é a personagem principal do filme da Disney de 1950, de mesmo nome e suas duas continuações. Ela foi dublada pela falecida Ilene Woods, no filme original e por Jennifer Hale nas continuações do filme. Ela é a segunda das princesas da Disney.

## Desenvolvimento
A versão da Disney de Cinderela foi baseada no protagonista da versão francesa do conto de Charles Perrault, Cinderela, escrito em 1634 em Histoires ou Contes du Temps Passé. 
A personagem foi animada por Marc Davis e Eric Larson,  mas os dois animadores não tinham a mesma percepção do personagem, acentuando a elegância de Davis e Larson optando pela simplicidade.  Como fez com outros filmes da Disney, Walt Disney contratou a atriz Helene Stanley para executar a referência live-action de Cinderela, que ela começou a desenhar antes dos artistas, fazendo o papel de Cinderela em uma cena em particular,  com artistas para desenhar quadros de animação baseados nos movimentos da atriz.  Mais tarde, ela fez o mesmo tipo de trabalho para os personagens da princesa Aurora em A Bela Adormecida e Anita Radcliff em 101 Dálmatas. 
Segundo Christopher Finch, autor de The Art of Walt Disney:
| “ | Disney insistiu que todas as cenas envolvendo personagens humanos devem ser feitas primeiro em live-action para determinar que esse trabalho se torne algo padrão. Os animadores não gostam desta forma de trabalho, sentindo que prejudica a sua capacidade de criar personagens. No entanto eles entenderam a necessidade dessa abordagem em retrospecto, e reconheceram que a Disney tinha tratado as coisas com considerável sutileza. | ” |

### Voz
Cerca de 400 meninas competiram para o teste para o papel de Cinderela.  Mas de todos elas, Walt Disney escolheu Ilene Woods, que na época trabalhava na rádio e não sabia nada sobre a audição para o papel de Cinderela.  Mas um dia, seus colegas Mack David e Jerry Livingston pediram a ela para cantar uma música da Cinderela, e ela gostou.  Então, sem dizer uma palavra para ela, os amigos de Ilene transferiram a menina para o escritório do filme da Disney.  Depois de ouvir o material, Walt Disney decidiu imediatamente que havia encontrado a voz para falar e cantar de seu principal personagem, e Ilene foi contratada.  No Brasil, a atriz Simone de Morais foi a escolhida para a dublagem do filme clássico, e desempenhou tanto os diálogos quanto as canções. No entanto, ela não desempenhou mais nenhum papel depois disso. Atualmente, as irmãs Fernanda Fernandes e Flavia Saddy são as vozes da personagem no país. Fernanda desempenhou a personagem nas sequelas, enquanto Flavia fez o papel em produtos.

### Personalidade e aparência
Depois que seus país faleceram, ela tem sido pouco cuidada pela Sra. Tremaine (a madrasta). Ela trabalhava na cozinha, seus únicos amigos eram Major (cavalo), Bruno (o cachorro), Jaq e Tata (os ratos), sua fada madrinha, e mais alguns ratos que ajudaram ela a ir ao baile. No final do primeiro filme, ela se casa com o Príncipe Encantado.
Cinderela é uma garota forte e independente , que é verdadeiramente bela porque ela não deixa sua raiva e tristeza tirar o melhor da vida. Ela não é ingênua ou infantil. Ela é extremamente madura e mostra que pode superar seus obstáculos sem a ajuda de magia. Ela também mostrou ter um lado sarcástico, como pode ser visto em seus comentários sobre sua família adotiva e Lúcifer, mas geralmente mantém esses comentários para si mesma. Cinderela tem mostrado ser bastante inteligente e / ou inteligente, especialmente pensando em como ela era maltratada após a ausência de seus pais. Cinderela é muito sonhadora.
Cinderela é uma bela jovem. Ela é alta, magra, com um rosto suave. Ela tem pele clara, lábios rosados e cintilantes olhos azuis. Seu cabelo é loiro-morango. No início do filme, Cinderela veste uma camisola azul até o chão. Ela muda suas roupas para as vestes de serviçal, que consiste de um corpete marrom escuro com um avental azul claro e uma saia que vai até os joelhos. Ela também se veste com sapatos pretos e um lenço na cabeça, as vezes substituído por uma fita. Cinderela depois usa o vestido da mãe que seus amigos, os ratos e pássaros, alteram para ela: é rosa com renda branca sustentada por faixas rosa claro e arcos, uma fita rosa claro amarrada em um laço no corpete e mangas curtas. Seus acessórios são sapatos cor de rosa, um colar de pérola, turquesa e uma fita de cabelo branco. As irmãs rasgam o vestido de lado quando eles acusam Cinderela de "roubar" a sua faixa e miçangas.
Cinderela corre para o jardim e chora. Sua Fada Madrinha restaura a esperança dela. Ela transforma o vestido rasgado de Cinderela em um vestido de baile azul claro com um mangas brilhantes. Ela também usa uma tiara brilhante, brincos de diamante, luvas de ópera, uma gargantilha preta, e, claro, seus sapatos de cristal famosos.

## Aparições

### Cinderela[10]

Cinderela dança com o Príncipe Encantado no baile.

No filme original, Cinderela é mostrada como uma jovem maltratada que sonha em fugir do estilo de vida tortuoso que ela tem de suportar como empregada doméstica para sua madrasta e suas duas meias-irmãs. Ela é notável por ser silenciada repetidamente pela Sra. Tremaine, criando o pressuposto de que o trabalho da Cinderela como empregada obriga a fazer as tarefas, sem falar. Um dia, quando a família é convidada para um baile real no castelo, Cinderela diz que terminou o seu trabalho e pode ir ao baile. Os ratos ajudam a Cinderela a fazer um vestido, mas usaram vestidos velhos de Anastasia e Drizella (meias-irmãs de Cinderela). Quando elas veem a Cinderela com o vestido, as meias-irmãs rasgam ele. Depois que saem para a carruagem sem Cinderela, ela é visitada pela mágica Fada Madrinha. Ela dá um vestido para Cinderela e sapatos de cristal. Ela também transforma os ratos em cavalos e Bruno em um cocheiro. Ela vai para o baile e acaba se apaixonando pelo Príncipe Encantado, a tal ponto que ela perde a noção do tempo e corre de volta para casa, deixando um dos sapatos de cristal. O rei ordena que o Grão Duque encontre a dona do sapato, fazendo todas as raparigas do reino experimentarem ele.
Antes de o Duque chegue a casa da Sra. Tremaine no dia seguinte, a madrasta malvada da Cinderela prende ela num quarto. Jaq e Tatá recuperam a chave, mas têm de lutar contra Lúcifer. As aves alertam Bruno e ele assusta Lúcifer, que salta para fora da janela. Cinderela é libertada e o pé cabe no sapato. Cinderela e o Príncipe Encantado se casam e vivem felizes para sempre.

### Cinderela 2: Os Sonhos Tornam-se Realidade
Jaq e Tatá partiram para fazer um novo livro para narrar o que acontece após o final da história anterior, fazendo três histórias. Na primeira história, Cinderela e o Príncipe Encantado regressam a casa e logo começa uma festa. Na segunda, ela trabalha no planejamento para a construção de um festival. O rato chamado Jaq no filme anterior se transformou em um ser humano chamado "Sir Hugh". Na terceira história, ela ajuda a sua meia-irmã Anastasia a se reconciliar com o padeiro. No final do filme, ela lê o livro dos ratos.

### Cinderela 3: Uma Volta no Tempo
Cinderela e o Príncipe Encantado estão a celebrar seu aniversário de casamento. A Sra. Tremaine, no entanto, recebe a varinha da Fada Madrinha e usa seus poderes ilícitos para reverter o tempo e impedir que Cinderella não concretize os acontecimentos  do primeiro filme. Desta vez, porém, a história é alterada quando surgem novas situações: o cristal é modificado para caber no pé de Anastasia, e ela está prometida para o Príncipe Encantado. Cinderela, junto com seus amigos ratos, prepara-se para arrumar tudo.
Cinderela logo convence o príncipe, que ela é a verdadeira dona do sapatinho mas o casamento entre Anastasia esta marcado para aquela noite. Antes do casamento ocorrer, a Sra. Tremiane transforma Anastasia em um clone da Cinderela e envia a Cinderela real para ser morta por Lúcifer. Cinderella prevalece e corre de volta para o castelo. Ela interrompe o casamento, derrotando a madrasta e se casa com o príncipe. Anastasia se junta a Cinderela e sua família real.

### Cinderela (2015)
No filme de 2015 em live-action, remake da animação, ela é interpretada por Lily James.
Neste filme, o nome verdadeiro dela é Ela  cujo pai comerciante se casa novamente após a trágica morte de sua mãe. Para apoiar o seu pai amoroso, Ela se apresenta para sua nova madrasta, Lady Tremaine e suas filhas Anastasia e Drizella na casa da família. Mas, quando o querido pai de Ela, de repente e inesperadamente vai em uma viagem para um local desconhecido e morre no processo, ela encontra-se à mercê do ciúme, veneno, abuso e ridicularização de sua nova família adotiva.
Finalmente relegada a nada mais do que uma serva coberta de cinzas, e acintosamente rebatizada de "Cinderela", já que agora ela costumava trabalhar nas cinzas. Ela poderia facilmente começar a perder a esperança. No entanto, apesar da crueldade infligida sobre ela, Ela está determinada a cumprir as últimas palavras de sua mãe, de "ter coragem e ser gentil." Ela não vai ceder ao desespero, nem desprezar aqueles que abusam dela. Então, ela conhece um estranho na floresta. Sem saber que ele é realmente um príncipe, e não apenas um empregado, no Palácio, Ela finalmente sente que ela conheceu sua alma gêmea. Parece que sua sorte pode estar prestes a mudar, quando o Palácio envia um convite aberto para todas as donzelas para um baile, aumentando as esperanças de Ela de mais uma vez encontrar o charmoso. Infelizmente, sua madrasta lady Tremaine, a proíbe de participar e suas malvadas meias-irmãs rasgam seu vestido. Esmagada por sua crueldade, ela correu para o jardim em lágrimas e encontra uma velha mendiga, que na verdade é sua Fada Madrinha, ajudando ela, transformando uma abóbora em uma carruagem e um par de ratos, lagartos e um ganso em cavalos, lacaios e um cocheiro, assim transformando o vestido rasgado de Ela em um vestido de baile com sapatos de vidro, juntamente com um aviso de que o feitiço só dura até a meia-noite.

### O Point do Mickey
Cinderela faz diversas aparições na série animada "O Point do Mickey". No episódio "House of Scrooge", ela empresta o vestido que os ratos fizeram para Mickeye depois que ele agradece a ela, ela responde com "Aquela coisa velha?". No episódio "The Stolen Cartoons" quando Donald foi deixado no comando, ela fugiu para longe do show deixando para trás seu sapatinho de cristal. Ela também aparece no Natal Mágico do Mickey, em que ela está junta com outro convidado. Em determinado momento, ela fala sobre como ela é grata pelos ratos que fazem roupas de noite agradável (esse segmento também foi usado no episódio da série "Day Turquia").

### Kilala Princess
Na série de mangá Kilala Princess, Cinderela tem um papel importante na busca Kilala por sua realeza. Kilala entra no mundo da Cinderela depois de levar um tiro nas costas. Ao mesmo tempo ajuda Cinderela com suas tarefas, a empregada também ensina Kilala como comer, dançar e andar como uma princesa. Os amigos ratos de Cinderela ajudam ela secretamente a fazer um vestido para o baile real. Depois que suas irmãs rasgam ele, Kilala confronta elas e, acidentalmente, perde sua Tiara Mágica. A fada madrinha aparece mais tarde, e faz um vestido de princesa para Cinderela. Afetados pela magia da tiara, o poder da fada vai acabar mais cedo do que o esperado se a tiara ainda estiver nas mãos das irmãs Tremaine.
Com a magia da fada madrinha, Kilala consegue chegar ao palácio e roubar a tiara de volta antes de Anastasia usá-la para hipnotizar o príncipe. Cinderela e o príncipe se reúnem e dançam romanticamente até meia-noite.

### Princesinha Sofia: Era Uma Vez…
No filme, Cinderela é convocada por um amuleto mágico de Sofia, depois de a jovem princesa fazer um feitiço que fez com que todos no baile real dormissem. Cinderela explica que, quando Sofia está com problemas, o amuleto vai convocar uma das princesas de ajuda. Cinderela diz a Sofia que a melhor maneira de resolver o problema é fazer as pazes com sua meia-irmã Amber, que vai ajudar ela. Sofia é relutante em fazer isso pois Amber tratou ela grosseiramente desde que ela chegou no castelo. Cinderela diz a Sofia que Amber estava apenas com ciúmes porque Sofia ganhou mais atenção recentemente, e que mostrar a sua compaixão poderia ajudá-la a mudar seus pontos de vista. Depois, Cinderela vai embora.

### Once Upon a Time
Cinderella, chamada de Ella, é uma empregada doméstica que desejava participar do baile real. Sua fada madrinha aparece para conceder o seu desejo, mas Rumplestiltskin mata a fada. Advertindo-a de que "toda a magia vem com um preço", ele oferece a ela um contrato: o seu desejo em troca de algo que ela terá no futuro. Ela assina sem ler e vai para o baile. Ela conhece o príncipe Thomas, e os dois se apaixonam e se casam. Na recepção do casamento, Rumplestiltskin lembra Ela do contrato e informa que ele pediu seu filho primogênito. Quando ela descobre que está grávida, ela tenta fugir. Mas Thomas e o Príncipe James elaboram um plano para capturar Rumplestiltskin. O plano obtém êxito, mas Thomas desaparece. Rumplestiltskin informa que ela nunca vai ver Thomas novamente até que o contrato seja cumprido.
Em Storybrooke, ela é a jovem de 19 anos de idade, Ashley Boyd, uma empregada doméstica, grávida. O pai do bebê é Sean Herman, que é realmente Thomas, que acaba não sendo permitido por seu pai para continuar vendo Ashley. O pai de Sean pede para que o Sr. Gold, que é Rumplestiltskin, comprar Ashley em troca do bebê. Ela originalmente concorda com a troca, mas mais tarde ela decide manter o seu filho. Ela tenta fugir da cidade, mas entra em trabalho nos limites da cidade. Emma Swan a encontra e leva ela ao hospital. Emma concorda em fazer um favor ao Sr. Gold se Ashley continuar com o bebê. Mr. Gold concorda com o acordo. Ashley dá à luz a uma filha, e Sean visita ela no hospital para se reconciliar com Ashley e ver sua filha. Poucos meses depois, ele propõe a Ashley em casamento e os dois estão noivos.
Na sétima temporada de Once Upon a Time, haverá uma nova versão de Cinderella, interpretada pela atriz Dania Ramirez. Cinderella será a mãe de Lucy, filha de Henry Mills, e será uma das novas protagonistas da série. 

### Caminhos da Floresta
Cinderela é uma personagem no filme musical em live-action Caminhos da Floresta da Walt Disney Pictures, adaptação do musical da Broadway. Ela é interpretada por Anna Kendrick. No início de Caminhos da Floresta, Cinderela está fazendo suas tarefas, enquanto ela deseja ir ao festival do rei. Durante tudo isso, Cinderela troca de roupa e vai para a floresta visitar o túmulo da mãe, apenas para encontrá-lo destruído. Ela se encolhe quando o príncipe a toca e quando ele pergunta o que está errado, ela pergunta se ele a amava, por que ele se desviou e se ele está assim agora que tipo de rei que ele será? Como ele vai, o príncipe diz a ela que ele amava a moça que estava no baile e ela responde dizendo que ela amava o príncipe, ela fugiu e eles seguem caminhos separados. Cinderela é confortada por Chapeuzinho Vermelho e tenta responder a ela que matar o gigante não os torna melhor do que ela é, enquanto o Padeiro explica a Jack sua incapacidade de dizer o que é moralmente correto. Ela é vista pela última vez se sentando ao lado do Padeiro para ouvir a história que ele está dizendo a seu filho. Supõe-se que Cinderela vai morar com o Padeiro e cuida de Jack, Chapeuzinho Vermelho e do bebê do Padeiro.

## Em outras mídias

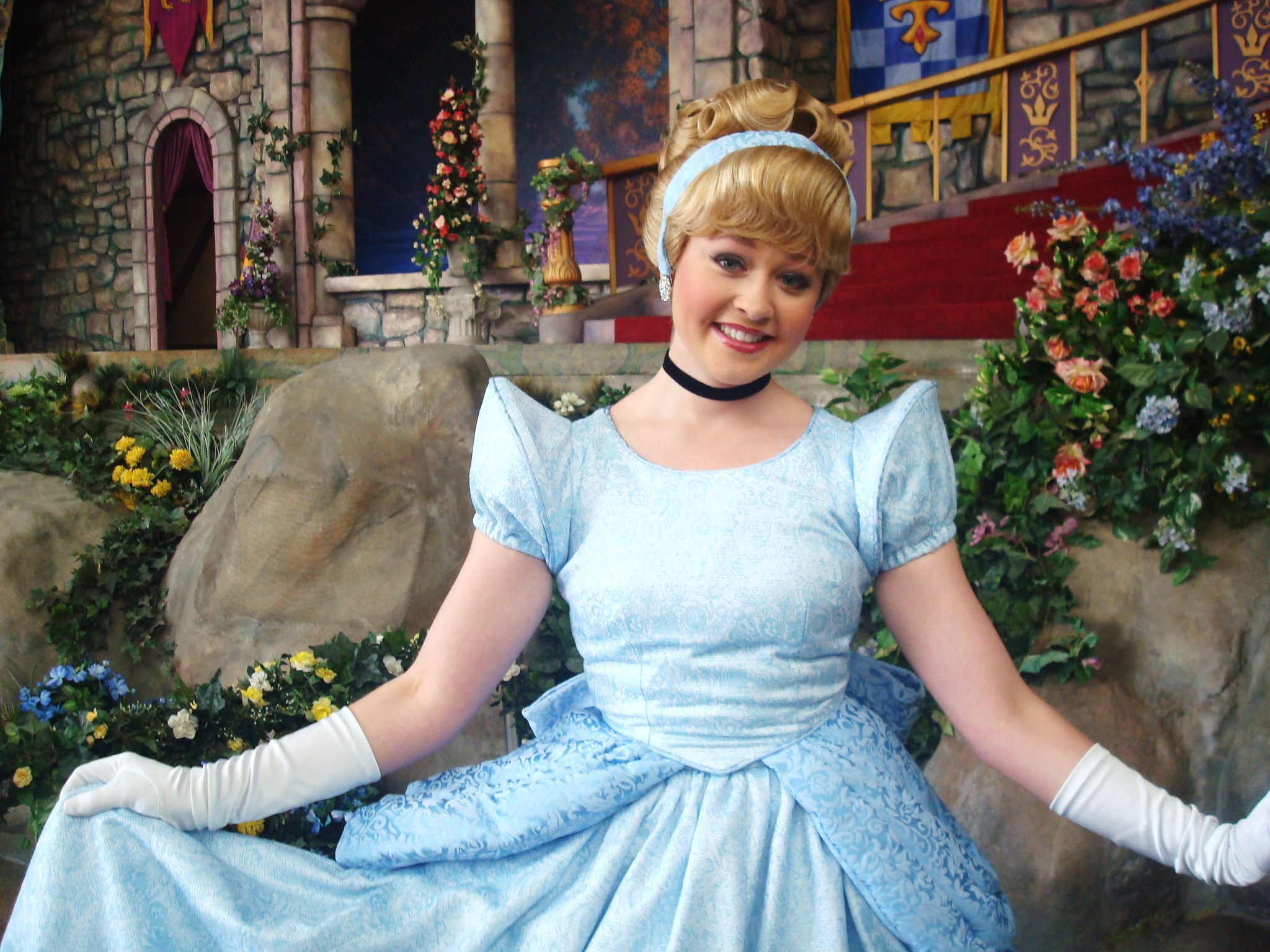
Cinderela na Disneylândia. (fevereiro de 2012)

Cinderela aparece como uma das princesas da Disney do coração da série Kingdom Hearts, capturada por Malévola, que destruiu seu mundo. O personagem principal, Sora, resgata Cinderela, assim como as outras princesas, e ela retorna para casa. Ela só é mencionado na seqüência, Kingdom Hearts II. Sua história antes de ser capturada tem lugar proeminente com seu mundo de origem, Castelo dos Sonhos, em Kingdom Hearts Birth by Sleep. Na versão Final Mix do jogo, seu mundo é visto no Reino das Trevas no clímax, com Malévola destruindo e capturando ele.
Cinderela é um dos membros oficiais da franquia Disney Princesas, aparecendo em vários jogos de vídeo game relacionados a franquia, assim como álbuns e outras mercadorias.
O Castelo de Cinderela é uma atração no Walt Disney World e na Disneylândia de Tóquio. Ambos servem como ícones reconhecidos mundialmente por seus parques temáticos respectivos. Em 2013, a Cinderela e as outras princesas da Disney teram uma atração no Magic Kingdom, aonde elas vão cumprimentar as crianças. 